# Kaunas (stacja kolejowa)
Kaunas – stacja kolejowa w Kownie, na Litwie.